# Hirschau (Tübingen)
Hirschau je část německého města Tübingen v Bádensku-Württembersku. Nachází se na okraji města, západně od centra a má 3370 obyvatel (2006).

## Poloha
Hirschau se nachází 6 km západně od centra města a 6 km od biskupského města Rottenburg am Neckar v nadmořské výšce 330 m na úpatí vrchoviny Spitzberges (nejvyšší vrchol 475 m n. m.).

## Pamětihodnosti
- Poutní kaple postavená roku 1396 s historickým stavením a vesnickým muzeem.
- Katolický farní kostel svatého Ägidia s drahocennými okny vyrobenými umělcem Willhelmem Geyerem z Ulmu.
- Sklep patřící klášteru v Kreuzlingen. Jediný dochovaný z šesti klášterních sklepů v katastru obce.